# Гулянка (Одесская область)
Гулянка (укр. Гулянка) — село, относится к Подольскому району Одесской области Украины.
Население по переписи 2001 года составляло 733 человека. Почтовый индекс — 67950. Телефонный код — 4861. Занимает площадь 1,83 км². Код КОАТУУ — 5123180801.

## Местный совет
67950, Одесская обл., Подольский р-н, с. Гулянка